# Association sportive Academy féminine
Dernière mise à jour : 29 avril 2023.
L'Association sportive Academy féminine, souvent abrégé en Asaf, est un club calédonien féminin de football basé à Montravel dans l'agglomération de Nouméa.

## Histoire
L'Asaf est créée en 2017 par Coralie Bretegnier et Christelle Wahnawe dans le quartier de Montravel à Nouméa. Dès la première année, le club décroche la coupe de Calédonie de futsal.
En 2019, le club remporte le championnat de Calédonie, puis décroche le doublé en battant le Païta FC en finale de coupe de Calédonie (1-1, 3-2t. a. b.),.
En 2021, la saison est arrêtée en raison du confinement dû à la pandémie de Covid-19 ; l'Asaf remporte néanmoins le championnat provincial Sud.
Le club est à nouveau sacré champion de Calédonie en 2022 et remporte la première édition de la Ligue des champions féminine de l'OFC en 2023, avec quatre victoires en autant de matches.
Après avoir remporté la coupe de Calédonie 2022 face à l'Académie fédérale 5-1, l'Asaf décroche une deuxième coupe consécutive en 2023 en dominant le même adversaire en finale, cette fois 3-0.
En 2024, elles sont éliminée dès la phase de poules de Ligue des champions, terminant derrière Auckland United et le Labasa FC.

## Palmarès
- Ligue des champions de l'OFC
  - Vainqueur en 2023

- Championnat de Nouvelle-Calédonie
  - Champion en 2019 et 2022

- Coupe de Nouvelle-Calédonie
  - Vainqueur en 2019, 2020, 2022 et 2023[11]